# Habitatge al carrer Sant Cristòfor, 6 (Mataró)
L'Habitatge al carrer Sant Cristòfor, 6 és una obra de Mataró (Maresme) protegida com a Bé Cultural d'Interès Local.

## Descripció
Habitatge entre mitgeres de planta baixa i quatre plantes pis. L'obertura de la planta baixa dona accés a la botiga i a l'habitatge. A cada una de les plantes pis hi ha un balcó central. La casa acaba amb una cornisa amb acusats dentellons i l'acroteri.

## Història
L'àrea de la plaça de Sant Cristòfor és la que té un major augment de les alçades de les cases, seguint les característiques que aquesta àrea ja havia mostrat a principis del xviii. La casa projectada, és encara al (1895 fiscal d'edificis) la més alta de la ciutat, la única a tenir planta baixa i quatre plantes pis